# Andreas Marks
Andreas Marks (* 20. August 1970 in Berlin) ist ein ehemaliger deutscher Boxer. Er war als Berufsboxer deutscher Meister im Superweltergewicht (Halbmittelgewicht) und im Supermittelgewicht.

## Leben
Der aus Berlin-Kreuzberg stammende Marks stand Mitte November 1988 erstmals als Berufsboxer im Ring, als er Mehmet Zolic bezwang. Im September 1990 holte sich Marks, Schützling von Trainer Werner Papke, durch einen K.-o.-Sieg über Thomas Mateoi in der Sporthalle Charlottenburg den vakanten deutschen Meistertitel im Superweltergewicht (Halbmittelgewicht). Im Dezember desselben Jahres sicherte er sich auch den internationalen deutschen Meistertitel dieser Gewichtsklasse. Ende Mai 1991 kämpfte der damals von Manfred Wolke als Trainer betreute Marks gegen Niyazi Aytekin um die internationale deutsche Meisterschaft im Mittelgewicht, ging im Laufe des Kampfes zweimal zu Boden und verlor nach Punkten. Minuten nach dem Kampf kündigte er seinen Rücktritt als Boxer an, setzte seine Karriere letztlich aber doch fort.
Ein Berliner Schöffengericht verurteilte ihn im Juli 1991 wegen gefährlicher Körperverletzung zu einer sechsmonatigen Bewährungsstrafe. Marks verteidigte im April 1992 die deutsche Meisterschaft im Supermittelgewicht, er besiegte Andreas Schweiger durch K. o. Im November 1995 trat Marks in Frankfurt am Main gegen Gerhard Schoberth im Kampf um den vakanten deutschen Meistertitel im Halbschwergewicht an, verlor jedoch nach Punkten. In seinem vorletzten Kampf als Berufsboxer, in dem der deutsche Supermittelgewichtstitel auf dem Spiel stand, unterlag der Berliner in Dortmund im Juni 1996 gegen Norbert Nieroba. Nach langer Pause stand Marks im Februar 1999 noch einmal im Ring, es war zugleich sein letzter Kampf. Der Berliner verlor diesen in Frankreich gegen Orlando Wiet aus den Niederlanden.